# Mentzelia parvifolia
Mentzelia parvifolia là một loài thực vật có hoa trong họ Loasaceae. Loài này được Urb. & Gilg ex Kurtz mô tả khoa học đầu tiên năm 1893.